# Чемпионат Индии по волейболу среди женщин
Чемпионат Индии по волейболу среди женщин — ежегодное соревнование женских волейбольных команд Индии. Проводится с 1953 года.

## Формула соревнований
Чемпионат Индии проводится в одном городе в конце текущего или начале последующее года. В нём принимают участие команды штатов, союзных территорий, а также различных общефедеральных структур. 
Розыгрыш состоит из предварительного этапа и плей-офф. На предварительной стадии команды делятся на 6 групп по 4-5 команд, причём лучшие команды по итогам предыдущего чемпионата составляют две сильнейшие группы «А» и «В». В группах участники играют в один круг. По итогам групповых турниров 6 команд (по три лучшие команды из групп «А» и «В») напрямую выходят в четвертьфинал плей-офф. Ещё два места в ¼-финала разыгрывается по двухступенчатой формуле: вначале стыковые матчи проводят лучшие команды из групп «С» и «D», «E» и «F»; затем победители составляют квалификационные пары против худших команд из групп «А» и «В». Две лучшие квалифицировавшиеся команды присоединяются к вышеупомянутой шестёрке и по системе с выбыванием определяют двух финалистов, которые разыгрывают первенство.
За победы со счётом 3:0 и 3:1 команды получают по 3 очка, за победы 3:2 — по 2, за поражения 2:3 — по 1, за поражения со счётом 0:3 и 1:3 очки не начисляются.
Чемпионат 2022 прошёл со 2 по 9 февраля 2023 года (начало отложено из неблагоприятной эпидемической обстановки) в Гувахати (штат Ассам) с участием 27 команд: 22 команды штатов (Керала, Западная Бенгалия, Раджастхан, Химачал-Прадеш, Тамилнад, Карнатака, Харьяна, Одиша, Гуджарат, Уттар-Прадеш, Телингана, Андхра-Прадеш, Пенджаб, Махараштра, Ассам, Уттаракханд, Чхаттисгарх, Джаркханд, Бихар, Мадхья-Прадеш, Манипур), 5 команд союзных территорий (Чандигарх, Дели, Пондичерри, Ладакх, Джамму и Кашмир) и команда Индийских железных дорог «Индиан Рэйлуэйз». Чемпионский титул в 5-й раз подряд выиграла команда штата Керала, победившая в финале «Индиан Рэйлуэйз» 3:1. 3-е место заняла команда штата Западная Бенгалия.

## Чемпионы
| - 1953 Уттар-Прадеш - 1954 Пенджаб - 1955 Уттар-Прадеш - 1956 Уттар-Прадеш - 1957 Пенджаб - 1958 Пенджаб - 1959 Пенджаб - 1960 Пенджаб - 1961 Пенджаб - 1962 Пенджаб - 1963 Мадрас - 1964 Мадрас - 1965 Пенджаб - 1966 Андхра-Прадеш - 1967 Пенджаб - 1968 Андхра-Прадеш - 1969 Пенджаб - 1970 Андхра-Прадеш - 1971 Керала - 1972 Керала - 1973 Западная Бенгалия - 1974 Керала - 1975 Керала - 1976 Западная Бенгалия | - 1977 «Рэйлуэйз» - 1978 Западная Бенгалия - 1979 Керала - 1980 «Рэйлуэйз» - 1981 Керала - 1982 Керала - 1983 «Рэйлуэйз» - 1984 «Рэйлуэйз» - 1985 Керала - 1986 «Рэйлуэйз» - 1987 «Рэйлуэйз» - 1988 «Рэйлуэйз» - 1989 «Рэйлуэйз» - 1990 «Рэйлуэйз» - 1991 «Рэйлуэйз» - 1992 «Рэйлуэйз» - 1993 «Рэйлуэйз» - 1994 «Рэйлуэйз» - 1995 «Рэйлуэйз» - 1996 «Рэйлуэйз» - 1997 «Рэйлуэйз» - 1998 «Рэйлуэйз» - 1999 «Рэйлуэйз» - 2000 Андхра-Прадеш | - 2001 «Рэйлуэйз» - 2002 «Рэйлуэйз» - 2003 «Рэйлуэйз» - 2004 Керала - 2005 «Рэйлуэйз» - 2006 «Рэйлуэйз» - 2007 Керала - 2008 «Рэйлуэйз» - 2009 «Рэйлуэйз» - 2010 «Рэйлуэйз» - 2011 «Рэйлуэйз» - 2012 «Рэйлуэйз» - 2013 «Рэйлуэйз» - 2014 «Рэйлуэйз» - 2015 «Рэйлуэйз» - 2016 «Индиан Рэйлуэйз» - 2017 «Индиан Рэйлуэйз» - 2018 Керала - 2019 Керала - 2020 Керала - 2021 Керала - 2022 Керала - 2023 - 2024 «Индиан Рэйлуэйз» |